# Ghost Rider (Johnny Blaze)
Ghost Rider (Johnathon Blaze) là một nhân vật hư cấu xuất hiện trong các bộ truyện tranh của Mỹ do Marvel Comics xuất bản. Anh là nhân vật Marvel thứ hai sử dụng tên Ghost Rider, sau Carter Slade (anh hùng truyện tranh phương Tây sau này được gọi là Phantom Rider) và trước Daniel Ketch, Alejandra Jones và Robbie Reyes. Câu chuyện của nhân vật bắt đầu khi diễn viên đóng thế mô tô biểu diễn Johnny Blaze bị ràng buộc với Thần báo thù Zarathos sau khi thỏa thuận với Mephisto để tha cho người cha đại diện của mình. Với sức mạnh siêu nhiên của mình, Johnny tìm cách báo thù với cái tên "Ghost Rider".
Nhân vật này đã được giới thiệu trong nhiều tác phẩm chuyển thể trên các phương tiện truyền thông, chẳng hạn như phim truyền hình, phim truyện và trò chơi điện tử. Johnny Blaze do Nicolas Cage thủ vai xuất hiện trong phim Ghost Rider (2007) và Ghost Rider: Spirit of Vengeance (2012).